# NGC 138
NGC 138 es una galaxia espiral localizada en la constelación de Piscis. Fue descubierta el 29 de agosto de 1864 por Albert Marth. John Dreyer la describió como "medio débil, extremadamente pequeña, de repente más brillante". 